# ميثيد كينون
ميثيد الكينون (الخماسي) هو أحد أنواع المركبات العضوية المترافقة التي تحتوي على سداسي كلوسادين مع كربون وميثيل ثنائي الحلقات أو وحدة آلكين ممتدة.. إنه مشابه للكينون ، لكن استبدال أحد الأوكسجين المزدوج المترابط بكربون. عادة ما يكون الكربونيل والميثيليدين موجهين إما أورثو أو بارا لبعضهما البعض. هناك بعض الأمثلة على ميثيدات ميتا كينون الاصطناعية العابرة.

## الخصائص
الميثيد الكوينون عبارة عن ميثيدات مترافقة أكثر من الميثيدات العطرية.. حيث ستؤدي إضافة النوكليوفيليك إلى الرابطة الثنائية بين الدورات إلى متأخرات، والتي من شأنها أن تجعل ردود الفعل هذه سريعة إلى حد كبير. ونتيجة لهذا فإن ميتيدات الكينون ممتازة لمايكل قادر على الحصول على النتائج بسرعة، وتتفاعل بسرعة مع النيوكليوبلس، ومن الممكن تقليصها/ اختزالها بسهولة. حيث انهم قادرون على العمل بدور كاسحات جذرية عبر عملية مشابهة، وهو سلوك تستغله مثبطات البلمرة المحددة.ويعتبرالميثيد الكوينون أكثر قطبية من الميثيد الكوينونية، وبالتالي فإنه أكثر تفاعلية كيميائيًا.. إن الميثدات الكينونية البسيطة غير المعاقة قصيرة العمر وهي عبارة عن وسط تفاعلي قصير العمر لا يمكن أن يكون مستقراً بالقدر الكافي لكي يتم عزلها في ظل الظروف العادية، فإنها ستتثر في غياب النيوكليوبونات. يمكن أن تتكون ميثيدات الكينون المعاقة بطريقة غير مباشر وتكون مستقرة بقدر كافي ليتم عزلها، مع إتاحة بعض الأمثلة تجاريا.
.

## تجهيزه
غالبًا ما يتم إعداد ميثيدات الكينون عن طريق القيام ب أكسدة أورثو أو بارا فينول تولوين.
يمكن إنتاج ميثيدات الكينون في محلول مائي عن طريق التجفيف الكيميائي الضوئي لكحولات أو-هيدروكسي بنزيل (أي كحول الساليسيل ).

## كيفية حدوثه وتطبيقات عليه
ميثيدات الكينونات ومشتقاتها تعتبر من المكونات الشائعة للأنظمة البيولوجية. ينشأ ميثيد الكينون نفسه عن طريق تدهور التيروزوين، مما يؤدي في النهاية إلى تحوله إلى كريسول. وتشارك العديد من ميثييدات الكينون بشكل مباشر في عملية إنشاء الأربطة ( أي عملية تكوين بوليمرات معقدة) في النباتات. يظهر في العديد من ميثيدات الكينون نشاطًا بيولوجيًا ظاهرا. وقد سميت بالسموم الخلوية النهائية المسؤولة عن تأثيرات عوامل مثل الأدوية المضادة للأورام والمضادات الحيوية ومشابهات الحمض النووي. وتعتبر أكسدة ميثيد الكينون التفاعلي هي العملية الأساسية لصنع العديد من الأدوية المضادة للسرطانات الفينولية.
 
سيلياسترول هوكيونيد ثلاثي ميثيل ثلاثي الكوينون معزول عن تريتيرجيوم ويلفورديي (ثندون من عنب الله) وسيلستروس ريجيلي الذي يعرض مضادات الأكسدة (15 مرة فعالية ألفا توكوفيرول)، ومضاد للالتهابات، راقص، وأنشطة مبيد للمبيدات الحشرية.وهو الذي يعرض مضادات الأكسدة (15 مرة قوة α-tocopherol) ،  مضاد للالتهابات،  مضاد للسرطان،  ومبيدات الحشرات.
بريستيميرين، إستر الميثيل في السيلاستيرول، هو ميثيد ترايتيربينويد كينون معزول من هيتروفيلا مايتينوس الذي يعرض أنشطة مضادة للأورام والفيروسات. ووجدوا أيضا أن للبريستيميرين تأثير يمنع الحمل بسبب تأثيره المثبط على قناة الكالسيوم في الحيوانات المنوية (كاتسبر).
تاكسودون الذي يأكسد المنتج ويعيد ترتيبه، تاكسوديون، وديتيربيونيد جدت الميثيدات كينون في (السرو أصلع)، أوفيسيناليس (روزماري)، عدة سالفيا الأنواع وغيرها من النباتات، التي تعرض المضادة للسرطان،  مضاد للجراثيم ،  مضادات الأكسدة ،  مضادات الفطريات ،  المبيدات الحشرية ،  ومضادات التغذية  الأنشطة.

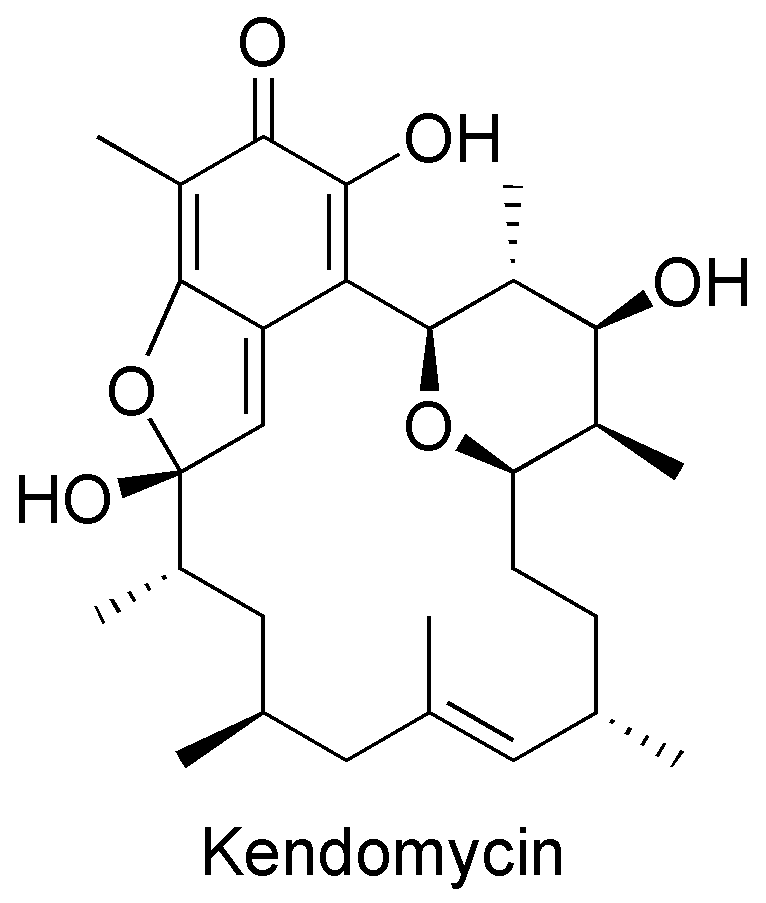

كيندوميسين هو كينون مضاد للأورام حيث انه مضاد للبكرون ميثيد ماكلييد أول معزول عن البكتيريا السبحية . حيث ان نشاطه فعال بإعتباره مضاد لمستقبلات البطانة وعامل مضاد لهشاشة العظام كما يتلقّى نشاط قوّيّ، كما أن مضادات مستقبلات الإندوتلين تعتبر عامل فعال لمكافحة هشاشة العظام.
إيلانسوليد أ 3 هو ميثيد الكينون الناتج من بكتيريا الكيتينوفاجا التي تعرض نشاط المضادات الحيوية الراكدة. تم العثور على ميثيدات الكينون المضاد للبكتيريا من 6-20 ايبي إيزويجيستيرنول، أوكسيسويجيستيرن وفي سالاسيا بيتينيس . فقد تم عزل كينون ميثيدات تينجنون ونيتزاهوالكويونول من سالاسيا بيتينيس . و تم كما تم عزل نوتربينوويد كينون ميثامازوكوينون و(7S, 8S)-7-هيدروكسي-7,8-ديتورو-تينغون عن مايتينوس امازونيكا. كما عُزل ميثيد خماسي كلورونيز مضاد للميكروبات، وهو 15 ألفا هيدروكسي موشورتيميرين، عن أحد النباتات الطبية في أمريكا الجنوبية، وهو مايتينوس سكوتيويديس. . و تم عزل ميثيد الكينون المضاد للميكروبات، 15 ألفا هيدروكسي بريستيميرين، من نبات طبي الكائن في أمريكا الجنوبية، مايتينوس سكوتيدوس .

## نظائرها
ثنائي ميثيد الكينون هو مشتق ذات صلة يتم فيه استبدال مجموعة الكربونيل بمجموعة ميثيلين أخرى. و من أحد العناصر التي تم دراستها بشكل مكثف هوتيتراسيانو كوينوديم ثين.